# Tschlin
Tschlin (hasta 1943 oficialmente en alemán Schleins) era una comuna suiza del cantón de los Grisones, situada en el antiguo distrito del Eno, círculo de Ramosch, dentro del valle de la Engadina. Limitaba al noroeste con la comuna de Samnaun, al noreste con Spiss (AT-7), al este con Pfunds (AT-7) y Nauders (AT-7), al sureste con Curon Venosta (IT-BZ), y al suroeste y oeste con Ramosch. En la actualidad está integrada en la comuna de Valsot.
La amplia mayoría de la población utiliza el dialecto vallader de la lengua romanche.